# To the 5 Boroughs
Albums de Beastie Boys
Beastie Boys Anthology: The Sounds of Science
(1999) Solid Gold Hits
(2005)
Singles
1. Ch-Check It Out
Sortie : Mars 2004
2. Triple Trouble
Sortie : Septembre 2004
3. Right Right Now Now
Sortie : 2004
4. An Open Letter to NYC
Sortie : 2005

To the 5 Boroughs est le sixième album studio des Beastie Boys, sorti le 14 juin 2004 partout dans le monde, sauf aux États-Unis où il est sorti le lendemain.
Le titre To the 5 Boroughs fait référence aux arrondissements de la ville de New York, d'où est originaire le groupe. L'album est à la fois un hommage à la ville de New York se remettant des attaques terroristes du 11 septembre 2001 et une critique de la politique du Président Bush. Les deux tours du World Trade Center ont été volontairement incluses dans le dessin de New York qui décore la pochette du disque.
To the 5 Boroughs est le premier opus entièrement produit par le groupe lui-même et second sur lequel apparaît Mix Master Mike aux scratches.
Un DVD, intitulé Awesome; I Fuckin' Shot That!, a été tourné en 2006 par le groupe et des fans lors d'un concert de la tournée suivant la parution de To the 5 Boroughs.

## Réception
L'album s'est classé 1er au Billboard 200, au Top R&B/Hip-Hop Albums et au Top Internet Albums et a été certifié disque de platine par la Recording Industry Association of America (RIAA) le 20 juillet 2004.
En 2005, To the 5 Boroughs a été nommé pour le Grammy Award du « meilleur album de rap » et le titre Ch-Check It Out pour celui de la « meilleure performance rap par un duo ou un groupe ».

## Liste des titres
| No  | Titre                  | Contient un (des) sample(s) de | Durée |
| --- | ---------------------- | --- | ----- |
| 1.  | Ch-Check It Out        | (Sittin' On) The Dock of the Bay de Peggy Lee Those Were the Days de Carroll O'Connor et Jean Stapleton The O.J. Chronicles de Joe Frank featuring David Cross                                                                                 | 3:12  |
| 2.  | Right Right Now Now    | I Would Have Loved You Anyway de la Partridge Family Tra-La de Buryl Red et Grace Hawthorne | 2:46  |
| 3.  | 3 the Hard Way         | El Shabazz de LL Cool J I Get Around de 2Pac featuring Shock G et Money-B Jam Master Jay de Run–D.M.C. The New Style des Beastie Boys | 2:48  |
| 4.  | It Takes Time to Build | Defender de Curtis Hoard You Gots to Chill d'EPMD Strictly Business d'EPMD (1988) | 3:11  |
| 5.  | Rhyme the Rhyme Well   | Public Enemy No. 1 de Public Enemy | 2:47  |
| 6.  | Triple Trouble         | Rapper's Delight du Sugarhill Gang Double Trouble at the Amphitheatre de Double Trouble | 2:43  |
| 7.  | Hey Fuck You           | Sex for Teens (Where It's At) (Side 1) de Stanley Z. Daniels, M.D., Janet Wood, John Hfestand et Mark Savan Bellevue Patient de Funkmaster Wizard Wiz The Symphony de Marley Marl et Big Daddy Kane featuring Masta Ace, Craig G et Kool G Rap | 2:21  |
| 8.  | Oh Word?               | | 2:59  |
| 9.  | That's It That's All   | Rock Box de Run–D.M.C. | 2:28  |
| 10. | All Lifestyles         | Sounds d'Hattie Winston et Beverly Bremers Renegades of Funk d'Afrika Bambaataa and Soulsonic Force Needle to the Groove de Mantronix | 2:33  |
| 11. | Shazam!                | Open Sesame de Kool & The Gang Do What You Wanna Do (Part I) de Frank Howard & the Continentals | 2:26  |
| 12. | An Open Letter to NYC  | Sonic Reducer des Dead Boys New York's My Home de Robert Goulet 21 Questions de 50 Cent featuring Nate Dogg N.Y. State of Mind, Pt. II de Nas The Grunge de RZA                                                                                | 4:18  |
| 13. | Crawlspace             | The O.J. Chronicles de Joe Frank featuring David Cross | 2:53  |
| 14. | The Brouhaha           | Love Is Blue de Paul Mauriat | 2:13  |
| 15. | We Got The             | They Punctured My Yolk des Flaming Lips | 2:27  |

| 16. | Now Get Busy | Tra-La de Buryl Red et Grace Hawthorne Lyrics to Go de A Tribe Called Quest | 2:25 |

| 1. | An Open Letter to NYC                                       |                                                            |  |
| 2. | Rizzle Rizzle Nizzle Nizzle (Remix for Right Right Now Now) |                                                            |  |
| 3. | MTL Reppin for the 514 (Remix for Right Right Now Now)      |                                                            |  |
| 4. | Sabotage (Live)                                             |                                                            |  |
| 5. | Brr Stick Em                                                | Human Beat Box des Fat Boys Bionic Berserker d'Arthur Korb |  |

## Certifications
| Pays                  | Certification | Unités certifiées |
| --------------------- | ------------- | ----------------- |
| Australie (ARIA)      | Or            | 35 000            |
| Canada (Music Canada) | Platine       | 100 000           |
| États-Unis (RIAA)     | Platine       | 1 000 000         |
| Royaume-Uni (BPI)     | Or            | 100 000           |